# Afrosternophorus cylindrimanus
Espèce
Synonymes
- Sternophorus cylindrimanus Beier, 1951

Afrosternophorus cylindrimanus est une espèce de pseudoscorpions de la famille des Sternophoridae.

## Distribution
Cette espèce se rencontre au Laos et au Népal.

## Description
Les mâles mesurent de 2,1 à 2,2 mm et la femelle 2,5 mm.

## Systématique et taxinomie
Cette espèce a été décrite sous le protonyme Sternophorus cylindrimanus par Beier en 1951. Elle est placée dans le genre Afrosternophorus par Harvey en 1985.

## Publication originale
- Beier, 1951 : Die Pseudoscorpione Indochinas. Mémoires du Muséum National d'Histoire Naturelle, Paris, nouvelle série, vol. 1, p. 47-123 (texte intégral).